# پنج انگشت (مجموعه تلویزیونی)
پنج انگشت (انگلیسی: Five Fingers; کره‌ای: 다섯손가락) یک مجموعه تلویزیونی کره جنوبی سال ۲۰۱۲ با بازی جو جی هون، چه شی را، جی چانگ ووک و جین سه یون است. این مجموعه از ۱۸ اوت تا ۲۵ نوامبر ۲۰۱۲، روزهای شنبه و یکشنبه ساعت ۲۲:۰۰ (کی‌اس‌تی) از اس‌بی‌اس برای ۳۰ قسمت پخش شد.

## بازیگران

### اصلی
- جو جی هون در نقش یو جی هو[۱][۲][۳]
  - کانگ یی سوک در نقش جوانی جی هو
- چه شی را در نقش چه یونگ رانگ
- جی چانگ ووک در نقش یو این ها[۴]
  - کیم جی هون در نقش جوانی این ها
- جین سه یون در نقش هونگ دا می[۵][۶][۷][۸]
  - کیم سونگ کیونگ در نقش جوانی دا می